# Ковалівська сільська територіальна громада
Ковалівська сільська територіальна громада — територіальна громада в Україні, в Білоцерківському районі Київської області. Адміністративний центр — село Ковалівка.
Площа громади — 309,95 км², населення — 8486 осіб (2020).
Утворена 12 червня 2020 року шляхом об'єднання Вінницько-Ставської, Ковалівської, Мар'янівської, Пологівської, Пшеничненської, Устимівської сільських рад Васильківського району та Кищинської, Паляничинської, Червоненської сільських рад Фастівського району.

## Населені пункти
У складі громади 9 сіл:
- Вінницькі Стави
- Кищинці
- Ковалівка
- Мар'янівка
- Паляничинці
- Пологи
- Пшеничне
- Устимівка
- Червоне

## Старостинські округи
- Вінницькоставський
- Мар'янівський
- Пологівський
- Паляничинський
- Пшеничненський
- Устимівський
- Червоненський